# Martín Ignacio Ferreyra
Martín Ignacio Ferreyra (Bahía Blanca, Provincia de Buenos Aires, Argentina; 2 de abril de 1996) es un futbolista argentino. Juega como defensor y actualmente milita en Olimpo del Torneo Federal A del Fútbol argentino.

## Trayectoria

### Olimpo
A principios de 2015 firma su primer contrato profesional con el club.
En 2017 es convocado por primera vez a la pretemporada con el equipo de Primera, siendo el único jugador surgido de las inferiores que Mario Sciacqua ascendió definitivamente a esa pretemporada.
Debuta en mayo de 2018, de la mano del técnico Darío Bonjour, ingresando a los 31 minutos del segundo tiempo, en el último partido de la Primera División 2017/18, donde Olimpo empata por 2-2 ante Talleres de Córdoba y se despide de la Primera División, tras haber descendido 4 fechas antes. En julio del mismo año, es titular y marca su primer gol a nivel profesional, en los 32avos de final de la Copa Argentina, en el empate frente a Aldosivi por 1-1. Luego, también estaría presente en los 16avos de final, en la derrota por 1-0 ante Gimnasia La Plata.
En la Primera B Nacional 2018/19 es titular en la segunda fecha, donde el Aurinegro cae por 3-0 ante Brown de Adrogué y es expulsado a los 38 minutos del segundo tiempo. Por esa acción, el Tribunal de Penas lo sanciona con 5 partidos de suspensión, pero luego la pena fue reducida a 2 encuentros, tras la apelación de la dirigencia del club. En medio de la sanción, extiende su contrato con la institución hasta junio de 2021. Al haberla cumplido, retorna en la victoria por 2-0 ante Guillermo Brown de Puerto Madryn.  En las siguientes fechas alterna entre el banco de suplentes y el equipo titular. Con el descenso consumado de Olimpo, cierra la temporada con 11 partidos disputados. 
En el Torneo Federal A 2019/20, con Sergio Lippi como técnico, arranca siendo titular en el equipo, completando 9 de las primeras 11 fechas. En los encuentros posteriores, el nuevo DT Pedro Dechat decide sacarle la titularidad y que Iván Furios lo reemplace. A principios de 2020, el entrenador vuelve a incluirlo en los 11 iniciales, pero no como defensor central, sino como lateral por izquierda. Jugando en esta posición, marca un gol desde afuera del área, para abrir el partido en la victoria por 2-0 frente a Camioneros.  Luego, en la fecha 19, con la llegada de Alejandro Abaurre, se consolida como titular, compartiendo la zaga central junto a Nicolás Capraro.

## Clubes
| Club               | País      | Año       |
| ------------------ | --------- | --------- |
| Olimpo             | Argentina | 2018-2023 |
| Patronato (Cedido) | Argentina | 2024      |

## Estadísticas
- Actualizado hasta el 30 de abril de 2022.

| Olimpo Argentina                                     | 1.ª                 | 2017/18             | 1  | 0 | 2 | 1 | - | - | 3  | 1 |
| Olimpo Argentina                                     | 2.ª                 | 2018/19             | 11 | 0 | - | - | - | - | 11 | 0 |
| Olimpo Argentina                                     | 3.ª                 | 2019/20             | 16 | 1 | - | - | - | - | 16 | 1 |
| Olimpo Argentina                                     | 3.ª                 | 2020                | 7  | 3 | - | - | - | - | 7  | 3 |
| Olimpo Argentina                                     | 3.ª                 | 2021                | 30 | 2 | - | - | - | - | 30 | 2 |
| Olimpo Argentina                                     | 3.ª                 | 2022                | 6  | 2 | 1 | 0 | - | - | 7  | 2 |
| Olimpo Argentina                                     | Total               | Total               | 71 | 8 | 3 | 1 | - | - | 74 | 9 |
| Total en su carrera                                  | Total en su carrera | Total en su carrera | 71 | 8 | 3 | 1 | - | - | 74 | 9 |
| (1) La copa nacional se refiere a la Copa Argentina. |                     |                     |    |   |   |   |   |   |    |   |